# NGC 2410
NGC 2410 (również PGC 21336 lub UGC 3917) – galaktyka spiralna z poprzeczką (SBb), znajdująca się w gwiazdozbiorze Bliźniąt. Odkrył ją Truman Safford 5 lutego 1867 roku. Niezależnie odkrył ją Édouard Jean-Marie Stephan 2 lutego 1877 roku. Jest to galaktyka z aktywnym jądrem.